# Rosularia platyphylla
Rosularia platyphylla är en fetbladsväxtart som först beskrevs av Alexander Gustav von Schrenk, och fick sitt nu gällande namn av Ernst Friedrich Berger. Rosularia platyphylla ingår i släktet Rosularia och familjen fetbladsväxter. Inga underarter finns listade i Catalogue of Life.

## Bildgalleri

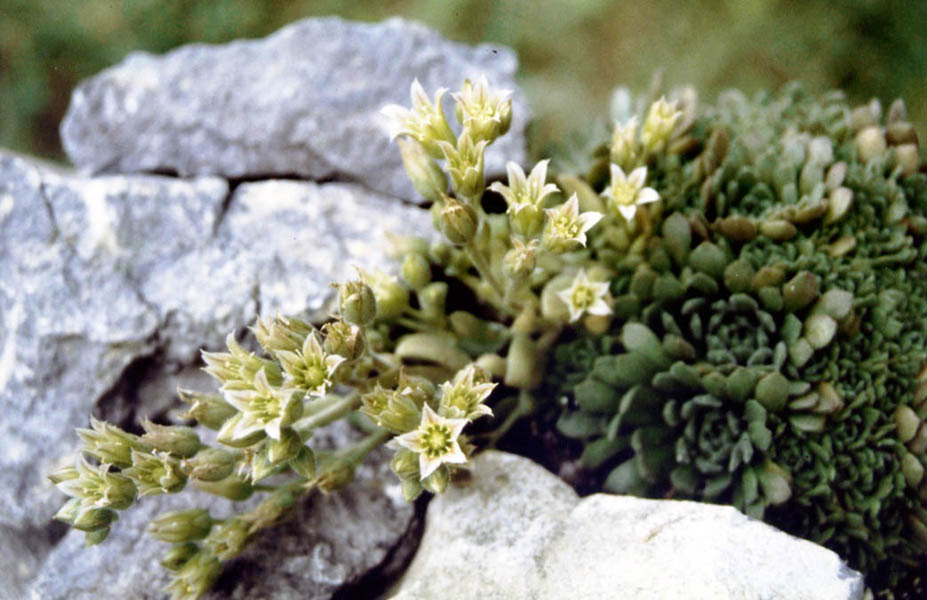